# Stuart Henry Low
Stuart Henry Low (1826 - 1890) fue un naturalista, empresario de viveros de plantas, y explorador inglés. Al fallecer su padre en 1863, la firma familiar Hugh Low & Co., en Clapton, fue conducida por este el mayor de cuatro hijos.

## Honores

### Epónimos
Unas 28 especies fueron nombradas en su honor, entre ellas:
- (Asteraceae) Rhodanthe stuartiana (Sond. & F.Muell.) Paul G.Wilson[2]
- (Asteraceae) Helipterum stuartianum Sond.[3]
- (Fabaceae) Pultenaea stuartiana H.B.Will.[4]
- (Mimosaceae) Acacia stuartiana Benth.[5]
- (Myrtaceae) Eucalyptus stuartiana F.Muell. ex Miq.[6]
- (Orchidaceae) Phalaenopsis stuartiana Rchb.f. f. punctatissima]](Rchb.f.) Christenson[7]
- (Pittosporaceae) Bursaria stuartiana F.Muell. ex Klatt[8]
- (Pittosporaceae) Rhytidosporum stuartianum F.Muell.[9]
- (Poaceae) Festuca stuartiana Steud.[10]
- (Rubiaceae) Opercularia stuartiana F.Muell. ex Miq.[11]
- (Salicaceae) Salix stuartiana Sm.[12]
- (Theaceae) Camellia stuartiana Sealy[13]

- La abreviatura «S.H.Low» se emplea para indicar a Stuart Henry Low como autoridad en la descripción y clasificación científica de los vegetales.[14]